# Église vieille-orthodoxe pomore de Lituanie
L'Église vieille-orthodoxe pomore de Lituanie (en russe : Древлеправославная Поморская Церковь Литвы, en lituanien : Lietuvos sentikių bažnyčia) est la plus importante des dénominations non presbytériennes (« sans prêtres ») des orthodoxes vieux-croyants en Lituanie. Les Vieux-croyants de Lituanie sont une minorité dans la minorité russe du pays.
Le chef de l'Église, président du Conseil suprême, est Grigory Alexeïevitch Boyarov (depuis le 16 février 2007)

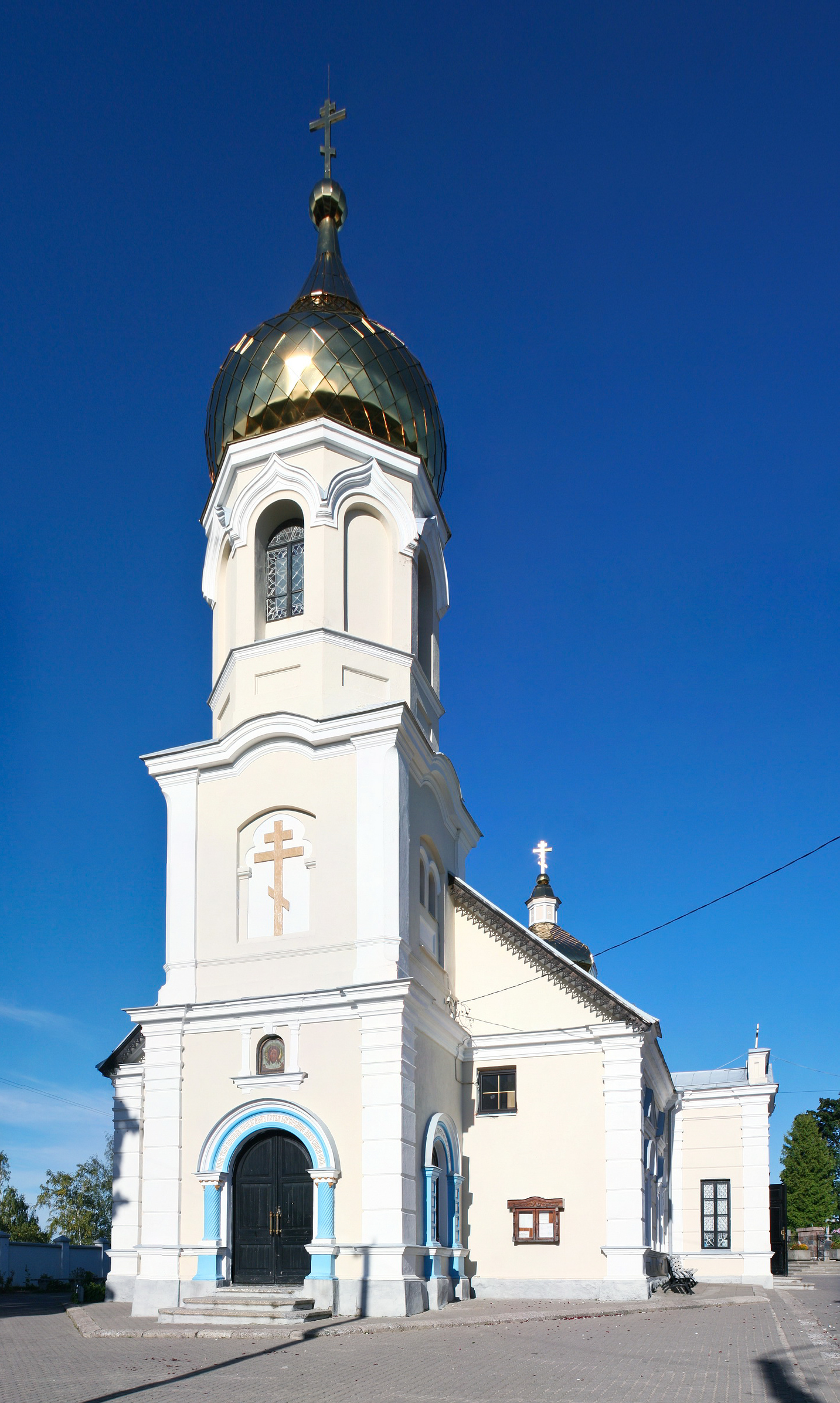
Église de Vilnius, siège de l'Église

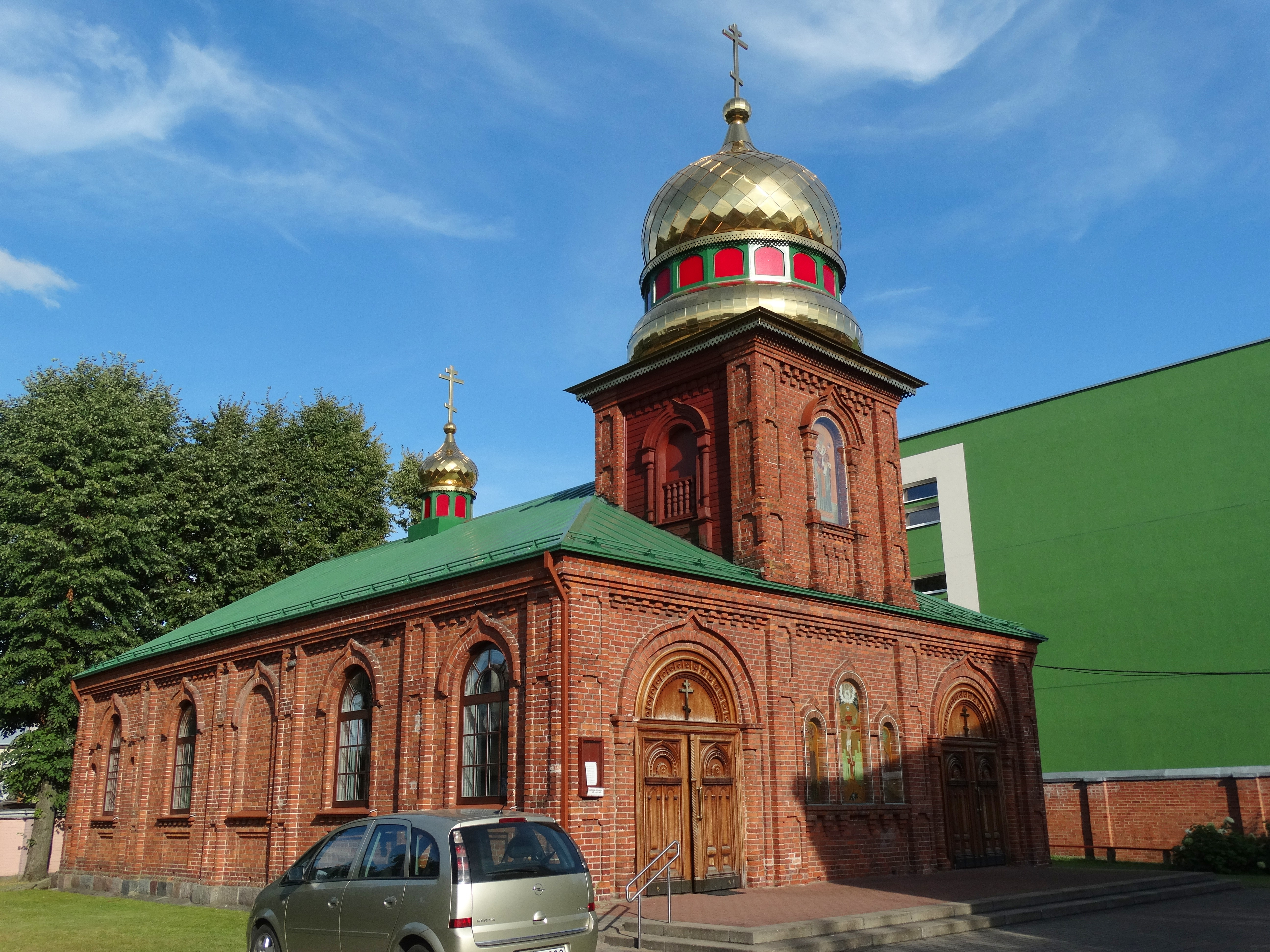
Église de Kaunas

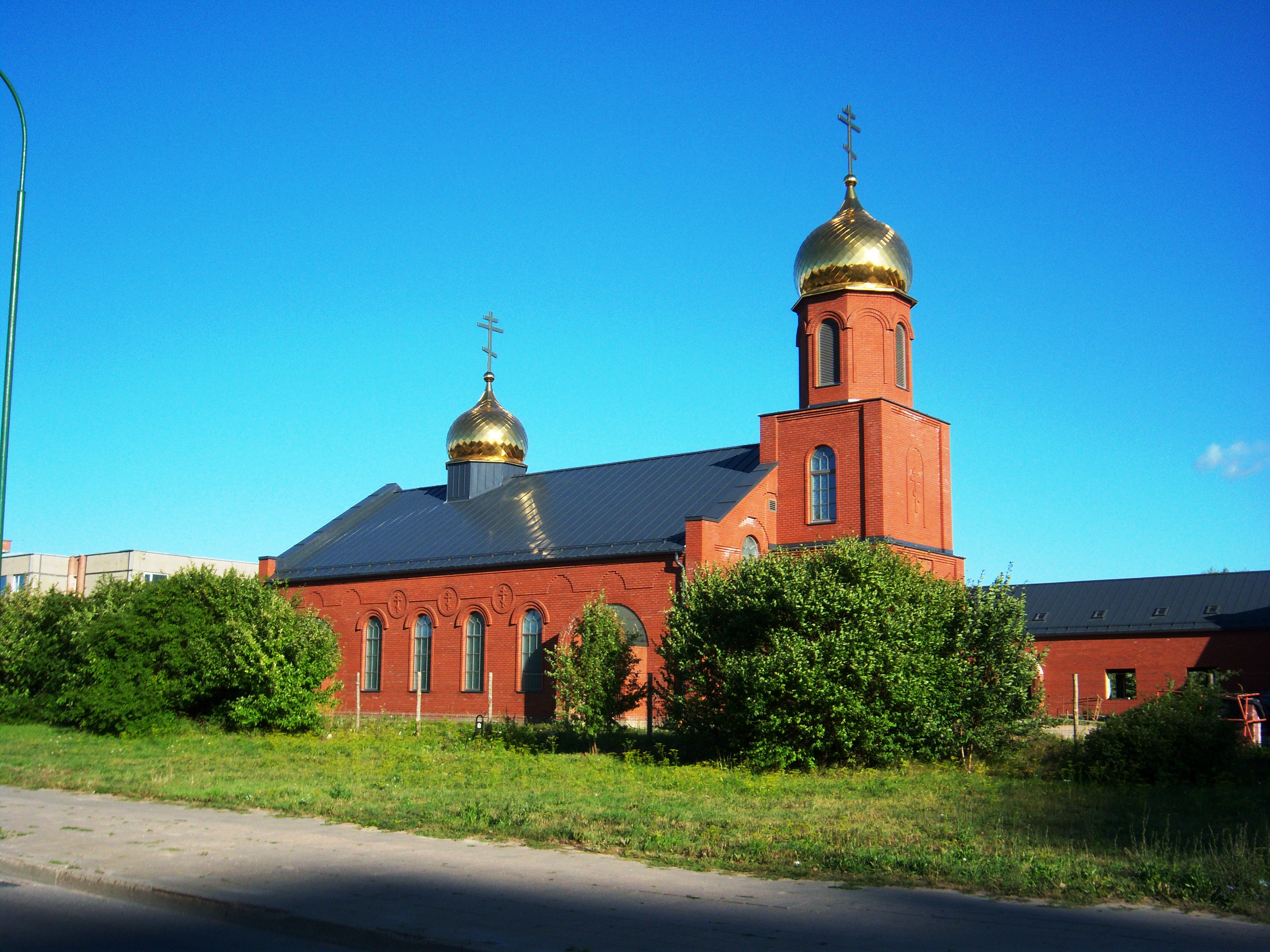
Église de Klaipėda (construite entre 2010 et 2013, consacrée en 2016)

.
L'Église est membre du Conseil unifié de l'Église vieille-orthodoxe pomore.

## Histoire

### Réformes du patriarche Nikon et raskol
En 1653, le patriarche de Moscou Nikon introduit des modifications dans le rituel pour le rapprocher de l'usage byzantin. Ces réformes soulèvent la réprobation des traditionalistes de l'Église orthodoxe russe menés par l'archiprêtre Avvakoum,,. Le concile de 1666-1667 entérine les réformes et prononce l'anathème contre les opposants en les déclarant schismatiques. Ce schisme est généralement appelé « raskol » ou « raskol nikonien » (никонианский раскол) [par les Vieux-croyants]. Les Vieux-croyants vont être persécutés par l'État et l'Église officielle, avec une sévérité variable, jusqu'à la fin de l'Empire russe. Du fait de la répression, des communautés de Vieux-croyants s'installent aux confins de l'Empire ou fuient et s'installent en dehors, notamment dans la république des Deux Nations.
Vers 1710, les Vieux-croyants se divisent en deux branches :
- les Vieux-croyants presbytériens (« avec prêtres ») ne renoncent pas au sacerdoce. Ils acceptent le ralliement de prêtres ordonnés dans l'Église « nikonienne » et cherchent à rétablir une Église avec une triple hiérarchie ;
- les Vieux-croyants non-presbytériens (« sans prêtres ») renoncent définitivement au sacerdoce, considérant qu'il n'y a plus dans le monde une hiérarchie orthodoxe légitime.

### Vieux-croyants pomores et nouveaux-pomores
L'Église vieille-orthodoxe pomore ou « confession de Danilov » fut fondée en Carélie orientale par Danila Vikouline et les frères Denissov.

### Installation des Vieux-croyants en Lituanie
Le territoire de la Lituanie moderne a d'abord servi de refuge pour les Vieux-croyants fuyant les persécutions, avant d'être intégré à l'Empire russe.
La première église y a été construite en 1710.

### République des Deux Nations et Empire russe
Après les trois partages de la Pologne à la fin du XVIIIe siècle, le pays cesse d'exister politiquement en 1795. Le territoire de l'ancien grand-duché de Lituanie est alors intégré à l'Empire russe. Les Vieux-croyants qui y avaient trouvé refuge y sont de nouveau persécutés.
Sous Nicolas Ier, les persécutions des Vieux-croyants se sont intensifiées sur le territoire de la Lituanie. De 1825 à 1855, treize églises y ont été fermées.
En 1905 (Révolution russe de 1905), l'Édit de tolérance religieuse de Nicolas II met fin aux persécutions étatiques des Vieux-Croyants qui cessent aussi d'être appelés schismatiques. S'ouvre alors une période d' « Âge d'or », qui va durer une dizaine d'années jusqu'à la révolution bolchévique, pendant laquelle les Vieux-croyants vont pouvoir jouir de la liberté religieuse.

### Première république de Lituanie (1918-1940)
- 1918 Indépendance de la Lituanie, avec Kaunas comme capitale. Vilnius et sa région font partie de la Pologne.
- 1922 Premier congrès des vieux-croyants pomores de Lituanie à Kaunas. Création du Conseil central des vieux-croyants de Lituanie.

### République socialiste soviétique de Lituanie (1940-1990)
Après l'occupation (1940), puis l'annexion de la Lituanie et des deux autres pays baltes (1944-1991), le Conseil suprême des Vieux-croyants situé à Vilnius n'a pas été fermé et est devenu de fait l'organe central de l'ensemble de l'Église vieille-orthodoxe pomore. Les Assemblées qui y eurent lieu en 1966 et 1974 réunirent des délégués venant de l'ensemble de l'Union. La dernière réunion du Conseil de l'époque soviétique y a eu lieu en 1988, après quoi le processus de formation de différents Conseils locaux dans les différentes Républiques, puis dans les nouveaux États issus de la dislocation de l'URSS a commencé.

### Histoire moderne
Le 11 mars 1990, l'Acte de rétablissement de l'État lituanien, signé par les membres du Conseil Suprême de la république de la Lituanie, a proclamé le rétablissement de l'indépendance de la Lituanie, soit près de deux ans avant la disparition de l'URSS.
Le 22 novembre 1990 l'Église vieille-orthodoxe pomore de Lituanie adopte de nouveaux statuts.

## Doctrine et pratiques
L'Église vieille-orthodoxe pomore de Lituanie, conformément aux caractéristiques canoniques et historiques de l'Église vieille-orthodoxe pomore, n'a pas une triple hiérarchie (diacres, presbytres [prêtres], évêques), mais selon ses traditions et sa doctrine, elle est une et indivisible. Il existe un rite du service divin non sacerdotal. Toutes les fonctions sont occupées par des laïcs.
L'Église reconnaît tous les sacrements de l'Église orthodoxe mais ne peut en accomplir que deux, faute de prêtres : le sacrement du baptême et le sacrement du repentir (confession), qui sont autorisés aux laïcs. L'Église reconnaît et célèbre le rite du mariage.

## Organisation
L'Église est dirigée par le Président du Conseil suprême.
Au niveau international, le Conseil suprême de l'Église de Lituanie est membre du Conseil unifié de l'Église vieille-orthodoxe pomore (nouveau nom depuis 2001, du Conseil international de coordination, créé en 1992).

### Structure territoriale
Les communautés locales, très autonomes, adhèrent à l'Église en acceptant la Charte qui la régie.
L'Église compte 60 communautés (2021).

### Communautés locales par région (apskritis)
- Région d'Alytus :
  - Lazdijai
- Région de Kaunas :
  - Kaišiadorys - Muro-Strevininki
  - Kaunas
  - Kulva - Rimkai, église construite en 1900
  - Upninkai - Baltramishki, église construite en 1909
  - Upninkai - Perelazy, église construite en 1905
- Région de Klaipėda :
  - Klaipėda[8],[9], église construite en 2016
- Région de Panevėžys :
  - Juodupė - Maneyevka
  - Juodupė - Meinevos, église construite en 1880
  - Kriaunos - Bobryshki
  - Kupiškis - Bagdonys
  - Panevėžys
  - Raguva
  - Rokiškis
- Région de Šiauliai :
  - Lioliai - Shlizishki
  - Radviliškis
  - Šiauliai
- Région d'Utena :
  - Salakas - Aukshtakalnyai
  - Tauragnai - Shamoity
  - Tverečius - Lukošiškė
  - Utena
  - Visaginas 1
  - Visaginas 2
  - Zarasai[10], église construite en 1992
- Région de Vilnius :
  - Pabradė
  - Švenčionys[11]
  - Vilnius

## Mouvements centrifuges
L'Église a connu au cours des dernières années des conflits internes qui ont entrainé le départ de responsables et de membres.
En 1992, un conflit interne ancien au niveau de la communauté de Vilnius a abouti à la création d'une deuxième communauté dans la ville.
En 1996, un organisme central alternatif a été créé à Kaunas. Ce nouveau Conseil central des Vieux-croyants n'a, de fait, pas été enregistré, et il a été aboli en 1998 après une réconciliation.
En juin 2001, Vassili Vassiliev, ancien responsable de la première communauté de Vilnius, a quitté l'Église et a créé une autre communauté de Vieux-croyants à Vilnius qui a été enregistrée par le Ministère de la Justice.

## Relations avec l'État et les autorités
L'Église vieille-orthodoxe pomore de Lituanie est reconnue par l'État lituanien comme communauté religieuse traditionnelle en Lituanie.

## Situation actuelle
Le rétablissement de l'indépendance de la Lituanie ouvre une nouvelle ère pour l'Église vieille-orthodoxe pomore de Lituanie. Les communautés peuvent se réorganiser officiellement, se faire enregistrer et mener leurs activités librement. Elles doivent toutefois faire face à de nombreux problèmes et défis :
- le vieillissement des membres des communautés, notamment des communautés rurales ;
- la perte du l'identité communautaire, notamment chez les jeunes ;
- le statut de la langue russe en Lituanie ;
- les relations avec la Russie ;
- l'exode rural ;
- l'immigration ;
- l'urbanisation, et le besoin de créer de nouvelles communautés urbaines ;
- le prosélytisme, la pression et l'attirance des autres Églises ;
- la sécularisation ;
- l'adaptation à la modernité ;
- les divisions et les mouvements centrifuges.

## Galerie de photos

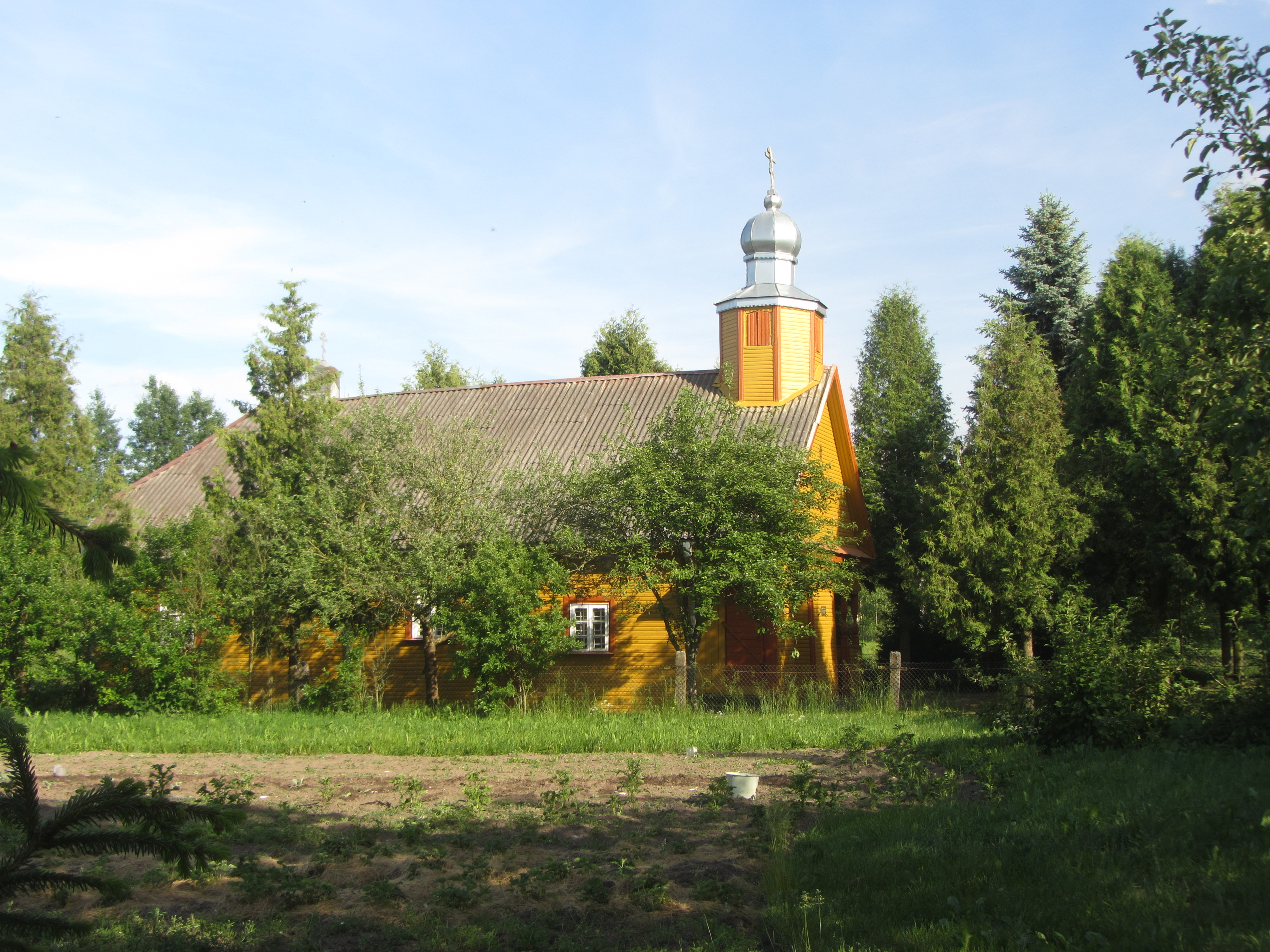
Église de Baltromiškė
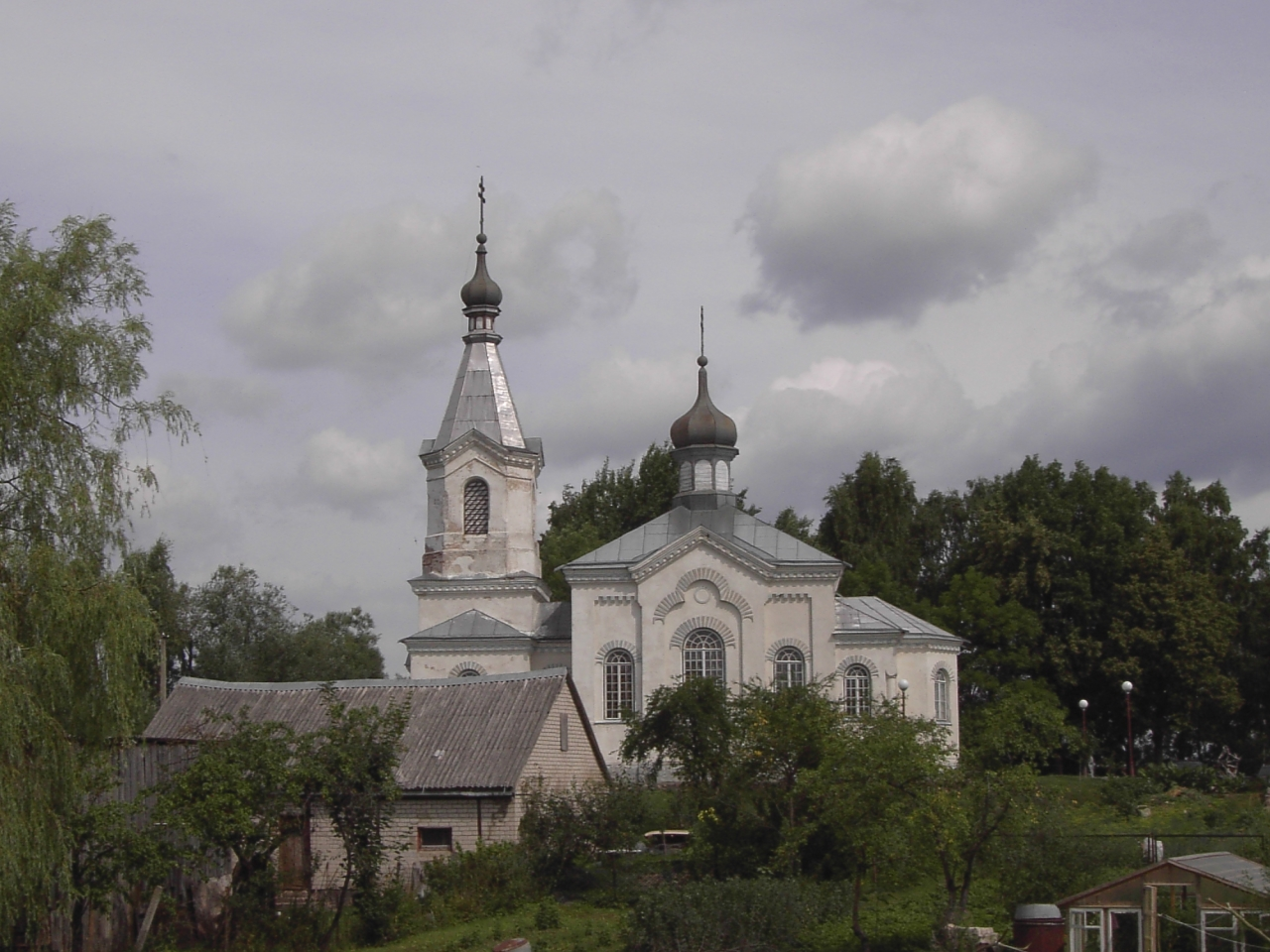
Église de Dūkštas
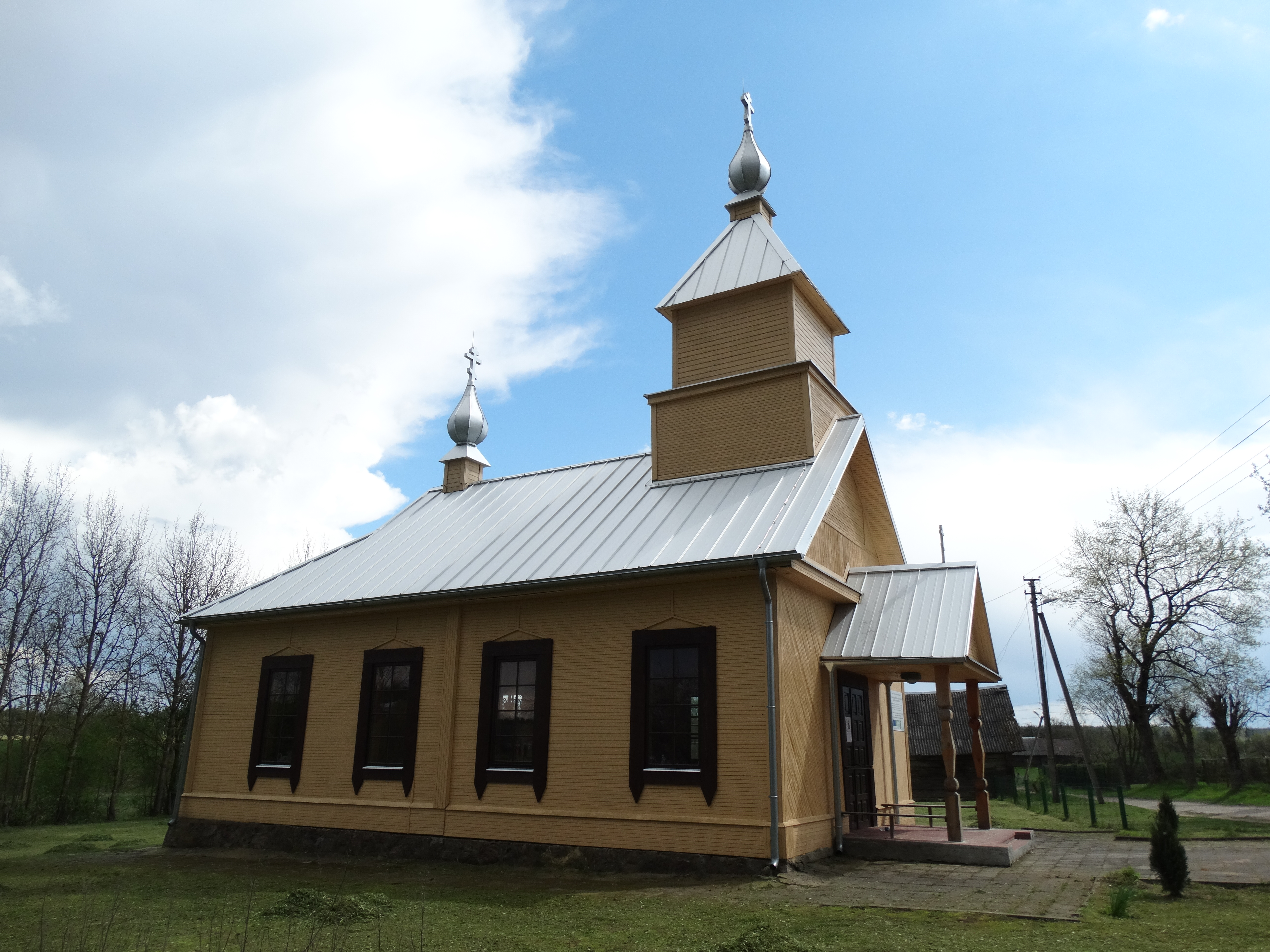
Église de Gojus
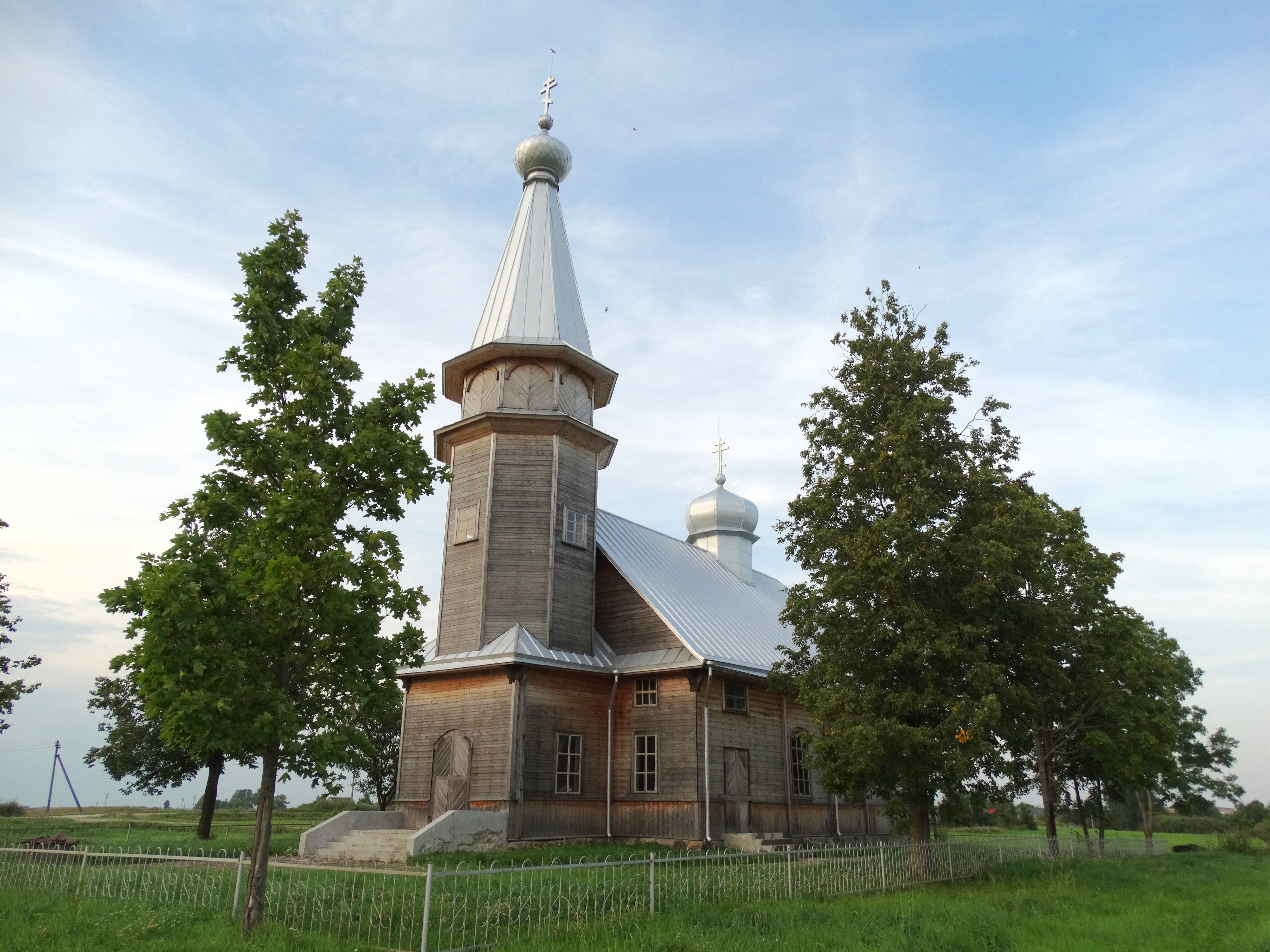
Église de Jurgeliškė
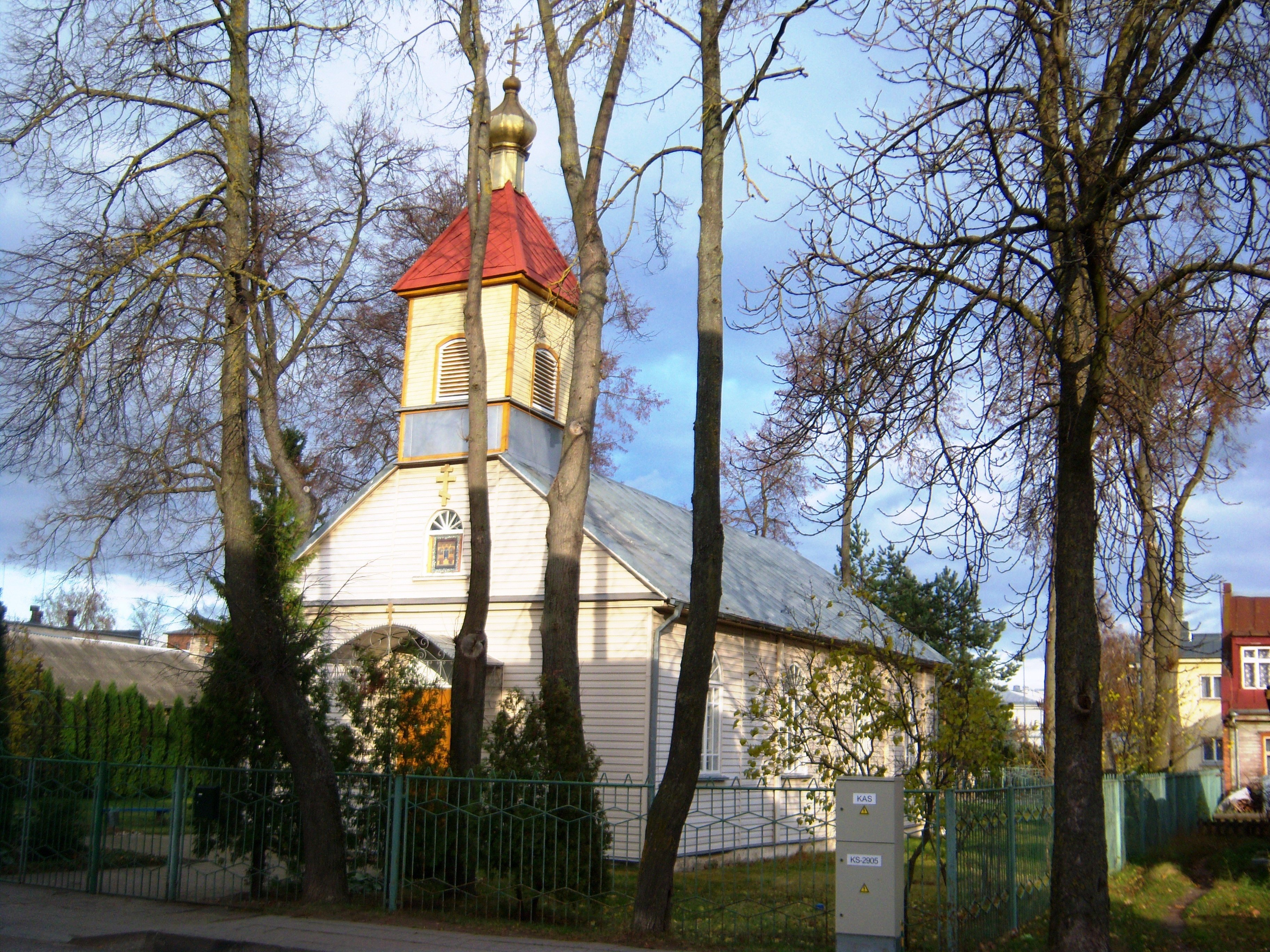
Église de Panevėžys
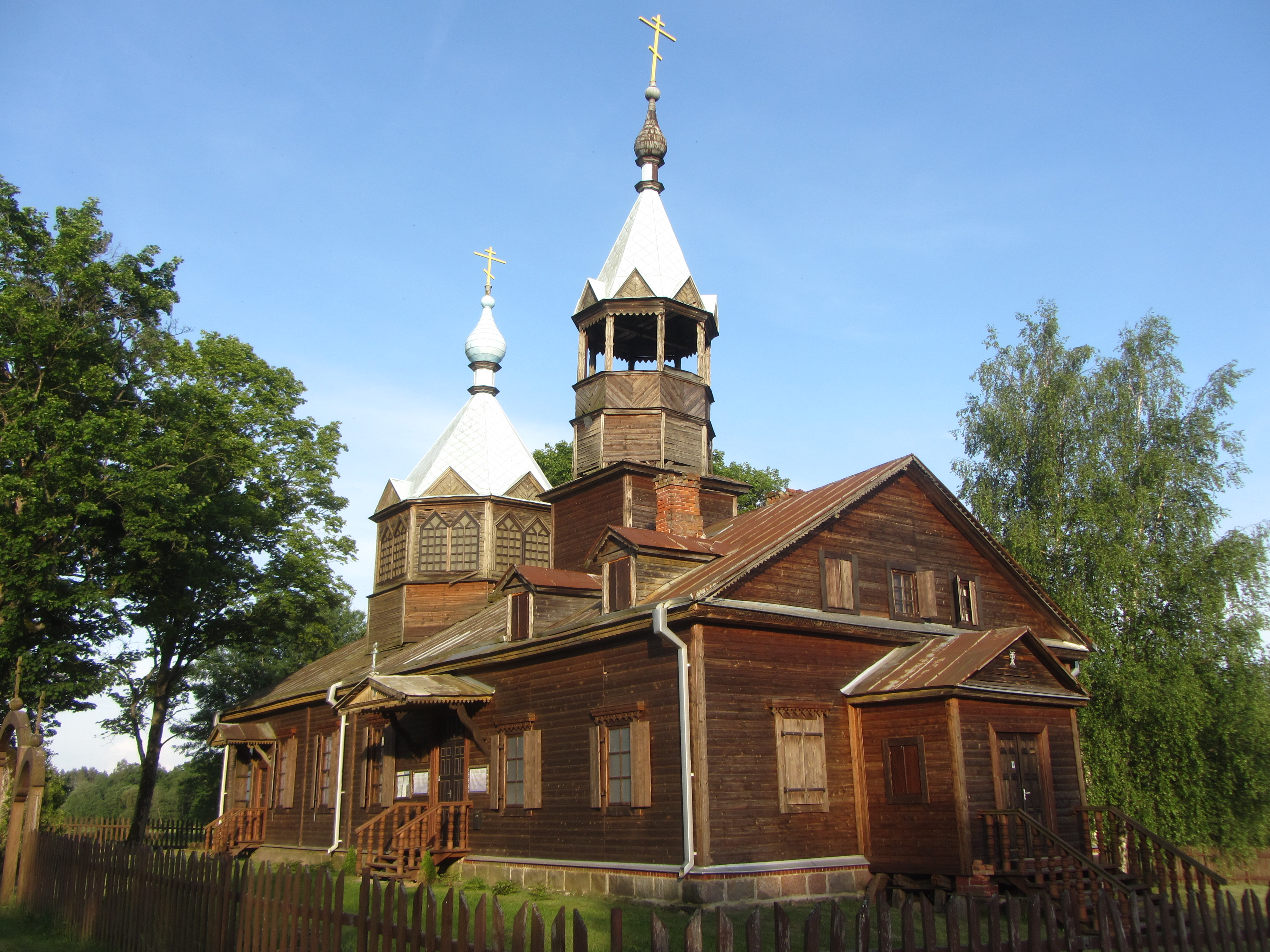
Église de Perelozai
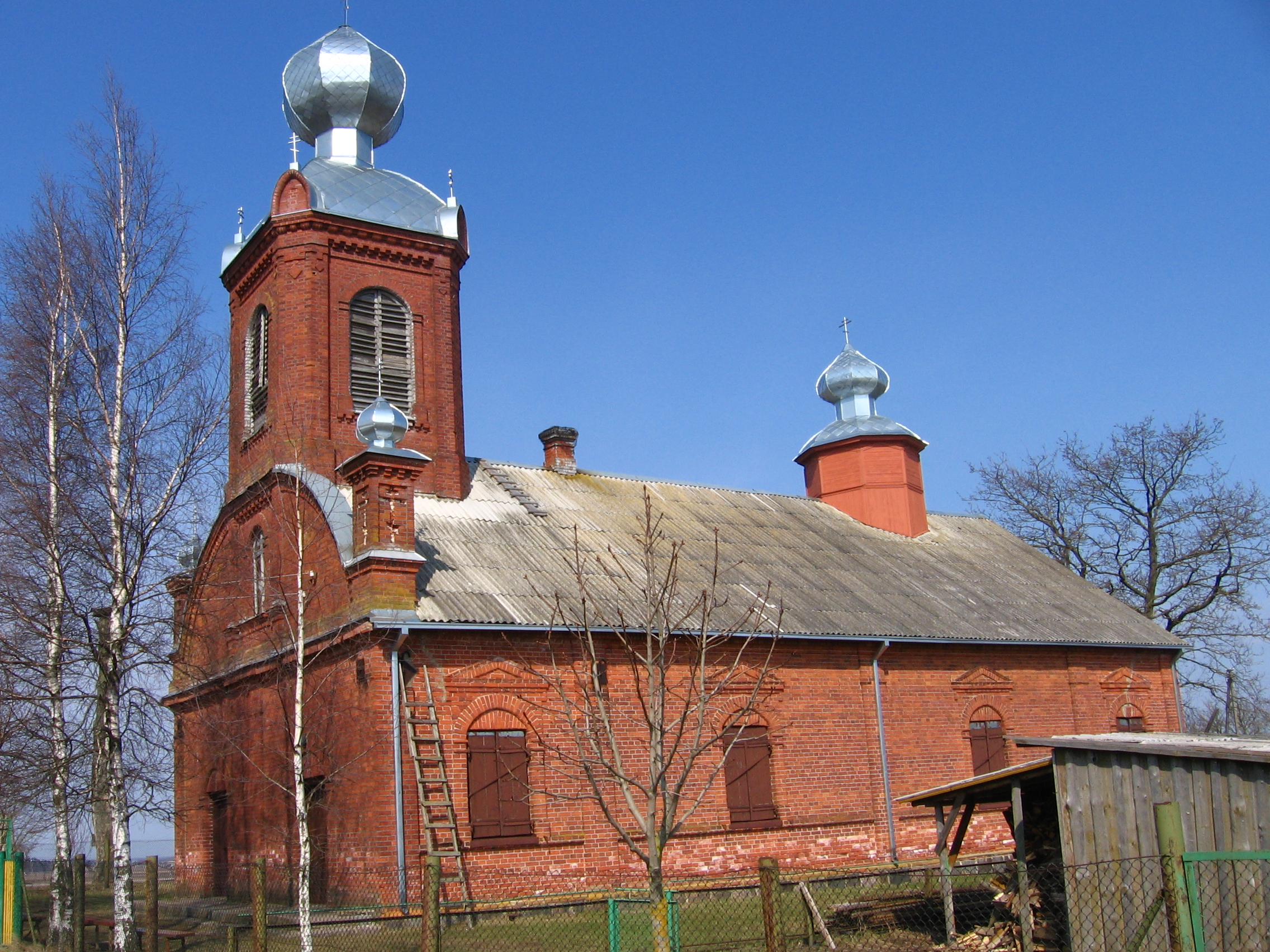
Église de Rimkai
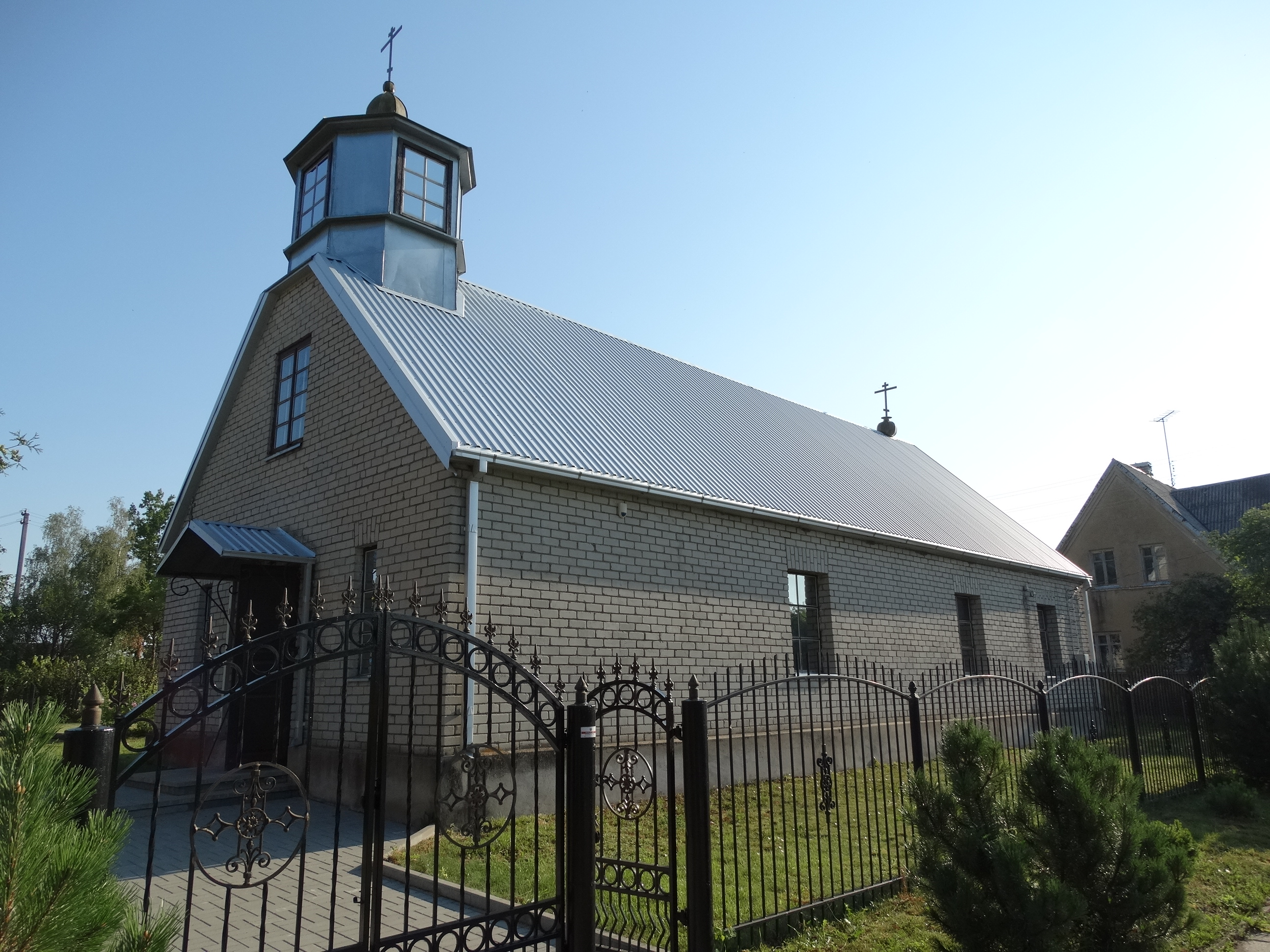
Église de Rokiškis
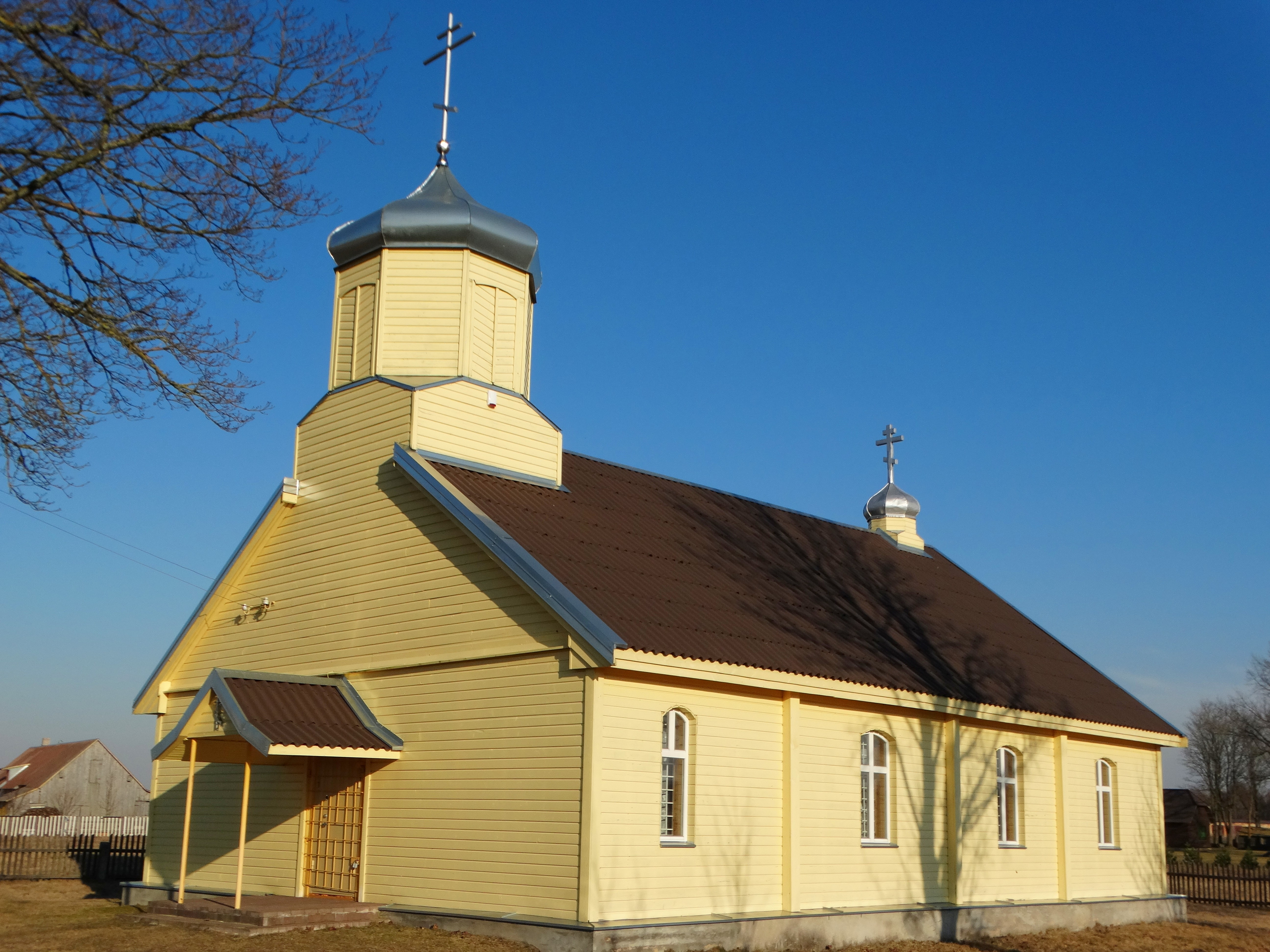
Église de Smilgiai
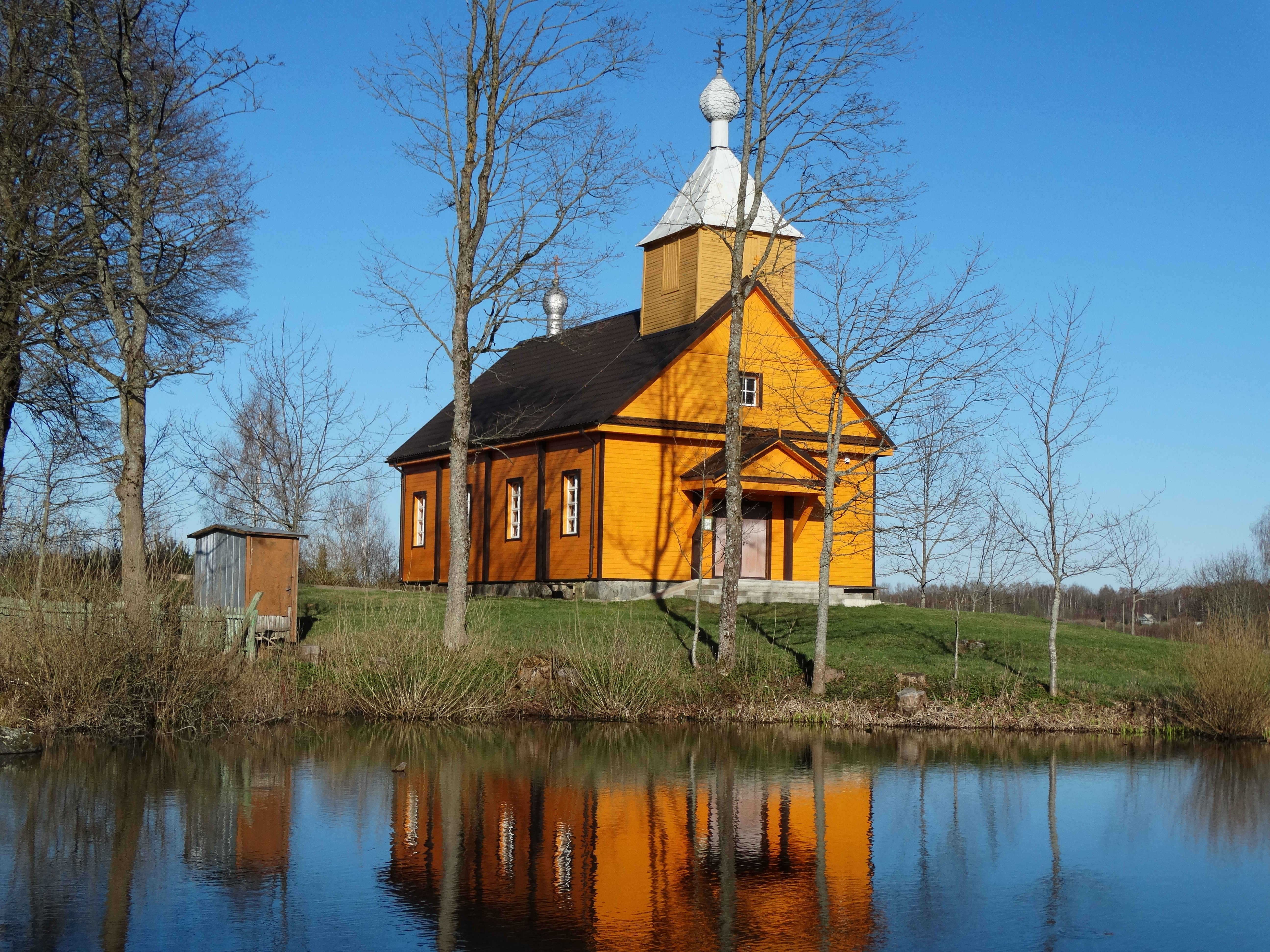
Église de Žemaitėliai